# Mateo Kovačić
Mateo Kovačić (Linz, 1994. május 6. –) (horvát kiejtés: [matěo kǒʋatʃitɕ]); osztrák születésű világbajnoki ezüst- és bronzérmes  horvát válogatott labdarúgó, középpályás. A Premier League-ben szereplő Manchester City játékosa.
Kovačić a Dinamo Zagreb csapatában kezdte profi pályafutását, a zágrábiakkal két egymás utáni bajnoki címet szerzett. 2013-ban az olasz Internazionale csapatához került. Csupán két évet töltött Milánóban, 2015-ben a Real Madridhoz igazolt. A spanyoloknál háromszoros Bajnokok Ligája győztes lett. 2018-ban a Chelsea vette kölcsön egy évre, az idény végén végleg megszerezték a játékjogát. A londoniak egyesületében megnyerte az Európa-ligát, majd a Bajnokok Ligáját is. A 2019–2020-as szezon végén az Év játékosává válaszzották a Chelsea-ben.
2013-ban mutatkozott be a horvát válogatottban Szerbia ellen. Képviselte a horvátokat a 2014-es, a 2018-as, valamint a 2022-es világbajnokságon. 2018-ban ezüstérmet, 2022-ben bronzérmet szerzett a világbajnokságon. Részt vett még a 2016-os, majd a 2020-as Európa-bajnokságon. A horvátok ''második Aranygenerációjának'' tagja. 
Az Internél eltöltött időszaka alatt II Professore (''A professzor'') becenévvel illették.

## Pályafutása

### Klubcsapatokban

#### Korai évek
Fiatal éveiben az osztrák LASK Linz akadémiáján játszott. 2007-ben, 13 évesen több neves klub felfigyelt a tehetségére, többek között az Ajax, a Juventus, az Internazionale, valamint a Bayern München is bejelentkezett érte, de a családjával együtt végül Zágrábba költözött, ahol a Dinamo Zagreb akadémiájához csatlakozott. 2009-ben lábtörést szenvedett, hosszas gyógyulás után 2010. május 31-én tért vissza a pályára, egy RNK Split elleni 5–0-s barátságos mérkőzésen.

#### Dinamo Zagreb
Kovačić a felnőtt csapattal kezdett edzeni Vahid Halilhodžić edzősége alatt. Négy hónappal később 2010. október 6-án a helyi sportnapilap, a Sportske novosti arról számolt be, hogy az Arsenal egyik játékosmegfigyelője, Steve Rowley Zágrábba utazott, hogy megtekintse a 17 éven aluliak teljesítményét a Dinamo Zagreb Cibalia elleni mérkőzésén.

#### Internazionale
2013. január 31-én az Internazionale 13 millió euró fizetett érte. A négy napja távozó Wesley Sneijder 10-es mezszámát kapta az új Luka Modrićnak nevezett játékos.

#### Real Madrid
A Real Madrid 35 millió euróért vásárolta meg Kovačić az Internazionale csapatától. Kovacic a 16-os mezszámot kapta.
A La Liga 2015–16-os idény nyitófordulójában debütált a Sporting Gijón elleni gólnélküli bajnokin, 71. percben állt be, Isco-t váltva.
Szeptember 15-én lépett pályára Bajnokok Ligája mérkőzésen, a Sahtar Doneck elleni 4–0 során.
December 8-án a Malmö elleni 8–0-s BL-mérkőzésen szerezte első találatát a klub színeiben.

#### Chelsea
2018. augusztus 9-én kölcsönbe érkezett a 2018-19-es idény végéig a londoni együtteshez.

##### 2018–2019-es szezon (kölcsönben)
Augusztus 18-án debütált a bajnokság 2. fordulójában az Arsenal elleni 3–2-es győztes derbin, a második félidő 60. percében állt be, Ross Barkley-t váltva. A következő héten, kezdőként lépett pályára a Newcastle United vendégeként.
Szeptember 26-án a Liverpool vendégeként játszotta első EFL kupa-mérkőzését, három nappal később a bajnokságban szintén a Liverpool ellen megszerezte első gólpasszát.
Október 4-én mutatkozott be nemzetközi porondon, a Vidi ellen 1–0-ra megnyert Európa Liga mérkőzésen.
Május 29-én Európa Liga győztes lett, miután a döntőben 4–1-re legyőzték a városi rivális Arsenal csapatát, Kovačić 76 percet játszott.

##### 2019–2020-as szezon
2019. július 1-jén hivatalossá vált, hogy a klub kivásárolja Kovačić-ot a Real Madrid kötelékéből.
Az idény első tétmérkőzése a Manchester United elleni 4–0-ra elvesztett bajnoki volt.
Augusztus 14-én pályára lépett a Liverpool ellen elvesztett UEFA-szuperkupa mérkőzésen.
November 27-én szerezte első gólját a Chelsea színeiben, a 2–2-re végződő Valencia elleni Bajnokok Ligája találkozón.
December 7-én szerezte a következő, és az idény utolsó találatát az Everton vendégeként, amely csak a szépítésre volt elegendő a 3–1-es bajnokin.

#### Manchester City
2023. június 27-én vásárolták ki a Chelsea kötelékéből, és egy négyéves szerződésben állapodtak meg.
A 2023–2024-es bajnokság nyitófordulójában debütált a Burnley otthonában 3–0-ás győztes mérkőzés 23. percében, Kevin De Bruyne-t váltva.

### A válogatottban
Különböző szinten szerepelt a ifjúsági horvát válogatottakban, 2008 májusában játszott először a 14 éves korosztályban a Szlovákia elleni barátságos mérkőzésen.
2013 márciusában behívót kapott a 2014-es labdarúgó-világbajnokság selejtezőire. 2013. március 22-én a Szerbia elleni selejtező mérkőzésen debütált a felnőttek között, Luka Modrić mellett középső középpályásként szerepelt. Különböző szinten szerepelt a ifjúsági horvát válogatottakban, 2008 májusában játszott először a 14 éves korosztályban a Szlovákia elleni barátságos mérkőzésen. 2024. május 20-án bekerült Zlatko Dalić szövetségi kapitány a 2024-es labdarúgó-Európa-bajnokságra készülő 26 fős keretébe.

## Statisztikái

### Klubcsapatokban
2023. augusztus 11-én állapot szerint.
| Klub              | Szezon         | Bajnokság      | Bajnokság | Bajnokság | Kup   | Kup   | Ligakupa | Ligakupa | Nemzetközi | Nemzetközi | Egyéb | Egyéb | Összes | Összes |
| Klub              | Szezon         | Bajnokság      | Mérk.     | Gólok     | Mérk. | Gólok | Mérk.    | Gólok    | Mérk.      | Gólok      | Mérk. | Gólok | Mérk.  | Gólok  |
| ----------------- | -------------- | -------------- | --------- | --------- | ----- | ----- | -------- | -------- | ---------- | ---------- | ----- | ----- | ------ | ------ |
| Dinamo Zagreb     | 2010–11        | Prva HNL       | 7         | 1         | 2     | 0     | —        | —        | 0          | 0          | —     | —     | 9      | 1      |
| Dinamo Zagreb     | 2011–12        | Prva HNL       | 25        | 4         | 7     | 1     | —        | —        | 12         | 1          | —     | —     | 44     | 6      |
| Dinamo Zagreb     | 2012–13        | Prva HNL       | 11        | 1         | 1     | 0     | —        | —        | 8          | 0          | —     | —     | 20     | 1      |
| Dinamo Zagreb     | Összesen       | Összesen       | 43        | 6         | 10    | 1     | —        | —        | 20         | 1          | —     | —     | 73     | 8      |
| Internazionale    | 2012–13        | Serie A        | 13        | 0         | 1     | 0     | —        | —        | 4          | 0          | —     | —     | 18     | 0      |
| Internazionale    | 2013–14        | Serie A        | 32        | 0         | 3     | 0     | —        | —        | —          | —          | —     | —     | 35     | 0      |
| Internazionale    | 2014–15        | Serie A        | 35        | 5         | 1     | 0     | —        | —        | 8          | 3          | —     | —     | 44     | 8      |
| Internazionale    | Összesen       | Összesen       | 80        | 5         | 5     | 0     | —        | —        | 12         | 3          | —     | —     | 97     | 8      |
| Real Madrid       | 2015–16        | La Liga        | 25        | 0         | 1     | 0     | —        | —        | 8          | 1          | —     | —     | 34     | 1      |
| Real Madrid       | 2016–17        | La Liga        | 27        | 1         | 4     | 0     | —        | —        | 6          | 1          | 2     | 0     | 39     | 2      |
| Real Madrid       | 2017–18        | La Liga        | 21        | 0         | 5     | 0     | —        | —        | 7          | 0          | 3     | 0     | 36     | 0      |
| Real Madrid       | Összesen       | Összesen       | 73        | 1         | 10    | 0     | —        | —        | 21         | 2          | 5     | 0     | 109    | 3      |
| Chelsea (kölcsön) | 2018–19        | Premier League | 32        | 0         | 2     | 0     | 5        | 0        | 12         | 0          | —     | —     | 51     | 0      |
| Chelsea           | 2019–20        | Premier League | 29        | 1         | 4     | 0     | 1        | 0        | 7          | 1          | 1     | 0     | 42     | 2      |
| Chelsea           | Összesen       | Összesen       | 61        | 1         | 6     | 0     | 6        | 0        | 19         | 1          | 1     | 0     | 93     | 2      |
| Manchester City   | 2023/24        | Premier League | 1         | 0         | 0     | 0     | 0        | 0        | 0          | 0          | 0     | 0     | 1      | 0      |
| Manchester City   | Összesen       | Összesen       | 1         | 0         | 0     | 0     | 0        | 0        | 0          | 0          | 0     | 0     | 1      | 0      |
| Teljes karrier    | Teljes karrier | Teljes karrier | 258       | 13        | 31    | 1     | 6        | 0        | 72         | 7          | 6     | 0     | 373    | 21     |

### A válogatottban
2022. december 17-én lett frissítve.
| Nemzeti Csapat | Év       | Mérk. | Gólok |
| -------------- | -------- | ----- | ----- |
| Horvátország   | 2013     | 7     | 0     |
| Horvátország   | 2014     | 12    | 0     |
| Horvátország   | 2015     | 5     | 1     |
| Horvátország   | 2016     | 8     | 0     |
| Horvátország   | 2017     | 5     | 0     |
| Horvátország   | 2018     | 12    | 0     |
| Horvátország   | 2019     | 7     | 0     |
| Horvátország   | 2020     | 7     | 2     |
| Horvátország   | 2021     | 12    | 0     |
| Horvátország   | 2022     | 16    | 0     |
| Összesen       | Összesen | 91    | 3     |

#### Góljai a válogatottban
| # | Dátum           | Helyszín                                       | Mérk. | Ellenfél  | Gól | Végeredmény | Verseny             |
| - | --------------- | ---------------------------------------------- | ----- | --------- | --- | ----------- | ------------------- |
| 1 | 2015. június 7. | Stadion Anđelko Herjavec, Varasd, Horvátország | 20    | Gibraltár | 2–0 | 4–0         | Barátságos mérkőzés |